# Єжов Микола Іванович
Микола Іванович Єжов (рос. Николай Иванович Ежов; 19 квітня [1 травня] 1895, Санкт-Петербург, Російська імперія — 4 лютого 1940, Москва, РРФСР) — генеральний комісар держбезпеки, нарком внутрішніх справ СРСР (з 1936 до 1938 року). Член ЦК ВКП(б) у лютому 1934 — березні 1939 року. Член Комісії партійного контролю при ЦК ВКП(б) у лютому 1934 — березні 1939 року. Член Організаційного бюро ЦК ВКП(б) з 10 лютого 1934 по 10 березня 1939 року. Кандидат у члени Політичного бюро ЦК ВКП(б) з 12 жовтня 1937 по 10 березня 1939 року. Депутат Верховної ради СРСР 1-го скликання. Депутат Верховної ради УРСР 1-го скликання.

## Біографія
У своїх анкетах і автобіографіях Єжов стверджував, що народився в 1895 році в Санкт-Петербурзі в родині російського робітника-ливарника. Етнічний росіянин з литовським корінням.
Литовські історики Рітас Нарвідас та Андрюс Тумавічюс знайшли метричний запис у метричній книзі Воскресенської церкви у Ковно (Каунасі), яка зберігається у Литовському державному історичному архіві. У тексті зазначено, що 8 (20) квітня 1895 року у селянина Красненської (найпоширеніший тоді варіант: Краснінської) волості Крапивінського (зараз пишуть: Крапивенський) повіту Тульської губернії Івана Івановича Єжова та законної дружини його Ганни Антонівни, обидва — православного віросповідання, народився син Микола. 16 (28) квітня 1895 року він був хрещений священиком, настоятелем Воскресенської церкви міста Ковно о. Лавром Сахаровим та дияконом тієї ж церкви Іоанном Малевичем. Хресними стали колезький асесор Павло Єремійович Іванов, вчитель Вейверської учительської семінарії та дружина селянина Гродненської губернії Марія Андріївна Тарасюк.
Отже, відповідно пошуків дослідника Бориса Соколова, місцем народження Миколи Єжова було Ковно (Каунас) або Маріямполь (повітове місто Сувалкської губернії (нині південний захід Литви, неподалік польського кордону)), де він провів дитячі роки. До Санкт-Петербурга родина Єжових переїхала лише 1906 року.
Навчався рік у початковому міському училищі. До 1910 року — учень кравця у Санкт-Петербурзі. З 1910 по 1915 рік працював слюсарем на заводах Санкт-Петербурга, в тому числі на фабриці ліжок Преловського та Путиловському заводі.
З 1915 по 1916 рік — рядовий 76-го піхотного запасного полку російської армії, рядовий 172-го піхотного Лідського полку російської армії. Учасник Першої світової війни, був поранений, отримав шестимісячну відпустку. До грудня 1916 року працював робітником на Путиловському заводі Петрограда.
З грудня 1916 по квітень 1917 року — рядовий 3-го піхотного полку російської армії в Новому Петергофі, рядовий команди нестройових у Двінському військовому окрузі, солдат-слюсар 5-ї тилової артилерійської майстерні російської армії на Північному фронті в місті Вітебську.
Член РСДРП(б) з травня 1917 року.
З вересня 1917 року — слюсар майстерень Вітебського залізничного вузла. З листопада 1917 по січень 1918 року — комісар станції Вітебськ Московсько-Віндаво-Рибінської залізниці.
6 січня 1918 року був звільнений через хворобу терміном на шість місяців і поїхав до батьків, які до цього часу перебралися в Вишньоволоцький повіт Тверської губернії. З серпня 1918 по березень 1919 року працював на скляному заводі (колишньому Волотіна) у Вишньому Волочку, обирався членом заводського комітету.
З квітня 1919 року — червоноармієць роти змінного складу (особливого призначення) 2-ї бази радіотелеграфних формувань в Саратові та Арзамасі, з 1 вересня 1919 року — переписувач (писар) при комісарі управління 2-ї бази радіотелеграфних формувань, з 18 жовтня 1919 по січень 1921 року — комісар радіотелеграфної школи 2-ї бази радіотелеграфних формувань РСЧА в Казані. З січня по листопад 1921 року — комісар 2-ї бази радіотелеграфних формувань РСЧА в Казані, член виконавчого комітету Казанської міської ради.
У квітні — липні 1921 року — завідувач відділу агітації та пропаганди Кремлівського районного комітету РКП(б) міста Казані. У 1921 році — завідувач відділу агітації та пропаганди Татарського обласного комітету РКП(б). У 1921 — січні 1922 року — заступник відповідального секретаря Татарського обласного комітету РКП(б), член президії ЦВК Татарської АРСР.
15 березня — листопад 1922 року — відповідальний секретар Марійського обласного комітету РКП(б).
У квітні 1923 — травні 1924 року — відповідальний секретар Семипалатинського губернського комітету РКП(б).
У травні 1924 — січні 1926 року — завідувач організаційного відділу Киргизького (Казакського) обласного (крайового) комітету РКП(б). 12 жовтня 1925 — 7 січня 1926 року — заступник відповідального секретаря Казакського крайового комітету РКП(б).
У січні 1926 — липні 1927 року — слухач курсів марксизму-ленінізму при ЦВК СРСР.
16 липня — 11 листопада 1927 року — помічник завідувача організаційно-розподільного відділу ЦК ВКП(б). 11 листопада 1927 — 28 грудня 1929 року — заступник завідувача організаційно-розподільного відділу ЦК ВКП(б).
16 грудня 1929 — 16 листопада 1930 року — заступник народного комісара землеробства СРСР.
14 листопада 1930 — 10 березня 1934 року — завідувач відділу адміністративно-господарських та профспілкових кадрів ЦК ВКП(б). З січня 1931 по березень 1934 року — член комісії виконань РНК РРФСР.

За деякими даними, Єжов користувався протекцією І. М. Москвіна, за допомогою якого він в 1930 р. став завідувачем відділу ЦК ВКП(б): 
«Я не знаю ідеальнішого працівника, ніж Єжов. Точніше, не працівника, а виконавця. Доручивши йому що-небудь, можна не перевіряти і бути упевненим — він все зробить. У Єжова є тільки один, правда, істотний, недолік: він не уміє зупинятися. І іноді доводиться стежити за ним, щоб вчасно зупинити».
10 лютого 1934 — 28 лютого 1935 року — заступник голови та член Бюро Комісії партійного контролю при ЦК ВКП(б).
10 березня 1934 — 10 березня 1935 року — завідувач промислового відділу ЦК ВКП(б). З 25 грудня 1934 року — голова Комісії ЦК ВКП(б) із закордонних відряджень.
1 лютого 1935 — 10 березня 1939 року — секретар ЦК ВКП(б).
28 лютого 1935 — 10 березня 1939 року — голова Комісії партійного контролю при ЦК ВКП(б).
10 березня 1935 — 4 лютого 1936 року — завідувач відділу керівних партійних органів ЦК ВКП(б).
У серпні 1935 — березні 1939 року — член президії виконавчого комітету Комуністичного Інтернаціоналу.
11 жовтня 1935 — 1936 року — відповідальний редактор журналу «Партійне будівництво».
19 липня 1936 — 1937 року — член Бюро ЦК ВКП(б) у справах РРФСР.
26 вересня 1936 — 8 грудня 1938 року — народний комісар внутрішніх справ СРСР, генеральний комісар державної безпеки (з 28.01.1937).
Своїм швидким просуванням по службі Єжов зобов'язаний тому, що при всіх перипетіях внутріпартійної боротьби 1920—30-х років робив ставку тільки на Сталіна[виправити стиль]. Останній це відмітив, оцінив. 1 жовтня 1936 р. М. Єжов став наркомом внутрішніх справ СРСР. М. С. Хрущов в мемуарах цитує наступну телеграму, направлену з Сочі в Політбюро ЦК ВКП(б), підписану 25 вересня 1936 р. Сталіним і Ждановим:
«Вважаємо абсолютно необхідною і терміновою справою призначення товариша Єжова на пост наркомвнусправ. Ягода явним чином виявився не на висоті свого завдання в справі викриття троцькістсько-зінов'євського блоку. ОГПУ запізнився в цій справі на чотири роки…»
 Ця телеграма показує, хто був ініціатором призначення Єжова на відповідальний пост наркома внутрішніх справ СРСР.
22 листопада 1936 — 28 квітня 1937 року — заступник голови Комітету резервів при Раді праці і оборони СРСР. З 14 квітня 1937 по 1939 рік — член Постійної комісії з питань секретного характеру і питань зовнішньої політики при Політичному бюро ЦК ВКП(б). 27 квітня 1937 — 21 березня 1939 року — кандидат у члени Комітету оборони при РНК СРСР.
8 квітня 1938 — 9 квітня 1939 року — народний комісар водного транспорту СРСР.
31 травня 1938 — 21 березня 1939 року — член Військово-промислової комісії при Комітеті оборони при РНК СРСР.
У 1937—1939 роках — депутат Верховної Ради СРСР. 26 червня 1938 року був обраний депутатом Верховної Ради УРСР 1-го скликання від Молотовської виборчої округи міста Києва.
У грудні 1937 року відзначали двадцяту річницю ВНК—ДПУ—ОДПУ—НКВС. Газети друкували портрети Дзержинського і Єжова. У їх честь складалися вірші та пісні. У обстановці загального тріумфування з нагоди знаменної дати 20 грудня у Большому театрі відбулися урочисті збори. Разом з Єжовим в президії сиділи Молотов, Ворошилов, Каганович і Хрущов. З основною доповіддю виступив Анастас Мікоян. Не було таких чудових ступенів, якими він не увінчав би заслуги «чудового, непохитного більшовика», талановитого «сталінського учня» і «улюбленця радянського народу»[виправити стиль].
За заслуги Єжов був нагороджений орденом Леніна (17 липня 1937) і значком «Почесний чекіст». Одержав також орден Червоного прапора Монголії Влітку 1937 місто Сулимів на Північному Кавказі стало Єжово-Черкесськом — унікальний випадок в історії, — змінив ім'я жертви на ймення його вбивці (з 1939 року — Черкеськ).
Єжов вів розпусне життя, вступав у статеві відносини з чоловіками, в період з кінця 1920-х та початку 1930-х років став зловживати алкоголем, і вже з 1933 до 1935 року серйозне зловживання алкоголем набуло системного характеру.
На закритому засіданні XX з'їзду партії М. С. Хрущов назвав його «злочинцем і наркоманом». У радянській пресі його називали «залізним наркомом», в народі прозвали «кривавим карликом» (його зріст був 152 см).
Стверджують, що Єжов ще до свого арешту «знав, що відбувається; він розумів, що Сталін ним користується як палицею для знищення кадрів, перш за все старих більшовицьких кадрів, і заливав свою совість горілкою».

## Арешт і смерть
9 грудня 1938 року Єжова звільнено (нібито на його прохання) від обов'язків наркома внутрішніх справ, але він залишився наркомом водного транспорту. Слід зазначити, що вже з вересня—жовтня 1938 року Л. Берія (призначений Сталіним заступником Єжова) фактично керував апаратом НКВС, хоча формально Єжов ще перебував на своїй посаді.
10 квітня 1939 року Миколу Єжова заарештовано за звинуваченням у керівництві змовницькою організацією в військах і органах НКВС СРСР, в проведенні шпигунства на користь іноземних розвідок, в підготовці терористичних актів проти керівників партії й держави й збройного повстання проти Радянської влади. Крім вказаних звинувачень, Єжову додали й такі: фальсифікація кримінальних справ і гомосексуальність. На слідстві він все визнав. А на суді все заперечував, окрім гомосексуальності.
4 лютого 1940 року Єжова розстріляно (виконав вирок Василь Блохін). Подібно Якіру й багатьом іншим, Єжов помер із словами: «Хай живе Сталін!» Незадовго до арешту Єжова в підмосковному санаторії померла за загадкових обставин Фейгенберг (Гладун-Хаютіна) Євгенія Соломонівна (1904—1939) — його друга дружина. Довге й складне життя прожила перша дружина Єжова — Антоніна Олексіївна Титова (1897—1988). Про долю рідної сестри наркома Євдокії Єжової нічого не відомо.
У січні 1938 року Пленум ЦК ВКП(б) прийняв спеціальну ухвалу, що засудила беззаконня в органах НКВС. Малий відсоток заарештованих вийшов з в'язниць і таборів (що пізніше потрапили до них знов)[джерело?]. Услід за наркомом Єжовим репресовано сто одного вищого чина НКВС — не тільки заступників Єжова, але й майже всіх начальників відділів центрального апарату НКВС, наркомів внутрішніх справ союзних і автономних республік, начальників багатьох краєвих, обласних і міських управлінь. За роки «сталінської інквізиції»[виправити стиль], як повідомляє КДБ, загинули 22 тисячі чекістів. Причина смерті більшості з них — сталінські «чистки» органів НКВС, під час яких шар за шаром знищувалися одні чекісти, а на їх місце заступали інші[виправити стиль].

## Особисте життя
Як зазначає академік А. І. Фурсов, Єжов був бісексуалом, а не гомосексуалом, як прийнято вважати. Тим не менш, його відправляли на лікування в Німеччину, оскільки тоді гомосексуалізм вважався психіатричним захворюванням, з яким радянська медицина не могла впоратися. Крім того, Єжов страждав на важку форму алкоголізму.